# Lyctoxylon convictor
Lyctoxylon convictor är en skalbaggsart som beskrevs av Pierre Lesne 1936. Lyctoxylon convictor ingår i släktet Lyctoxylon och familjen kapuschongbaggar. Inga underarter finns listade i Catalogue of Life.